# Neo. Wohlstand für alle
Die neo. Wohlstand für alle (Kurzbezeichnung: neo) war eine politische Partei in Deutschland.
Im Verzeichnis der Parteien und politischen Vereinigungen, die gemäß § 6 Absatz 3 Parteiengesetz bei der Bundeswahlleiterin Parteiunterlagen hinterlegt haben, wird neo mit Stand September 2024 nicht mehr aufgeführt.

## Entstehung
An der Entstehung von neo waren laut der Bundeszentrale für politische Bildung Personen beteiligt, die zuvor auch schon bei verschiedenen anderen Initiativen und Kleinparteien aktiv waren, wie der im Umfeld der Proteste gegen Schutzmaßnahmen zur COVID-19-Pandemie in Deutschland entstandenen Partei WiR2020.

## Teilnahme an Wahlen
Bei der Landtagswahl in Nordrhein-Westfalen 2022 nahm neo mit einer Landesliste an der Wahl teil. 2192 Stimmen konnte neo bei der Wahl gewinnen und kam so auf unter 0,1 % der abgegebenen Stimmen.
Nach der Wahl reichte der neo-Landesverband von Nordrhein-Westfalen einen Wahleinspruch gegen die Gültigkeit der Wahl zum 19. Landtag Nordrhein-Westfalens beim Landeswahlleiter ein, weil „alle Zweitstimmen für die Landesliste der Partei Bündnis 90/Die Grünen bei der Landtagswahl ungültig gewesen und zu Unrecht für gültig erklärt worden seien.“ Er richtete sich gegen die Quotenregelung, dass bei der Kandidatenaufstellung auf mindestens 50 % Frauenanteil unter den Kandidierenden zu achten sei. Auch schon im Vorfeld der Wahl hatte neo in einem Schreiben an den Landeswahlleiter vom 29. April 2022 einen Ausschluss der Landesliste der Grünen verlangt. Beide Anträge wurden von Landeswahlleiter Wolfgang Schellen abgewiesen.

## Inhaltliches Profil
neo bezeichnete sich selbst als „Partei zur Entmachtung der Parteien und zur Abschaffung von Berufspolitikern“ und offerierte ein alternatives Wirtschaftssystem, das Grundlage des Parteiprogramms war. Dazu wollte neo nach der Wahl den „Fraktionszwang“ aufheben, Mandatsträger sollten ihre Parteizugehörigkeit verlieren. In der Folge wollte neo dann Wahlen abschaffen und durch temporäre Bürgerparlamente ersetzen, die zufällig per Los zusammengesetzt werden. Zudem forderte die Partei einen Mindestlohn von 4.000 Euro, ein bedingungsloses Grundeinkommen von monatlich 2.000 Euro ab 18 Jahren und 2.000 Euro Mindestrente.

## Landesverbände
Nach eigenen Angaben wurde 2020 in Nordrhein-Westfalen eine Landesverband gegründet.